# Fengömmare
Fengömmare  (Pterycombus brama) är en fisk från familjen havsbraxenfiskar som finns i stora delar av östra och västra Atlanten.

## Utseende
Kroppen är hög och sammantryckt mot sidorna. Arten liknar havsbraxen, men har betydligt större rygg- och analfenor, som dessutom saknar fjäll och har enbart mjukstrålar. Dessa kan fällas ner, så att fenorna döljs i fjällbeklädda fåror på rygg och buk. Ögonen är mycket stora. Längden kan som mest bli 46 cm.

## Vanor
Fengömmaren är en pelagisk art som vistas ner till ett djup av 400 m. Biologin är i övrigt dåligt känd. Arten är föremål för ett mindre fiske.

## Utbredning
Arten finns i Atlanten, på västra sidan från Newfoundland i Kanada till Mexikanska golfen och Jamaica, på östra sidan från Island och Norge, längs västra Brittiska öarna och Medelhavet till Västafrika. Den är vanlig i norra Nordsjön, och har vid något enstaka tillfälle besökt Sverige och Danmark. 